# 森えいみ
森 詠美（もり えいみ、1974年5月20日 - ）は、日本の元グラビアアイドル。イエローキャブに所属していた。旧芸名、森えいみ

## 出演

### テレビ
- スーパージョッキー（日本テレビ）
- BREAK!(日本テレビ)
- 疾風怒涛!FNSの日スーパースペシャルXI真夏の27時間ぶっ通しカーニバル 〜REBORN〜(フジテレビ)
- プロデューサーになりたい（1997年4月4日、TBS）
- いとしの未来ちゃん「太陽がいっぱい PLEIN SOLEIL」（1997年5月10日、テレビ朝日）
- カミさんなんかこわくない 第4話（1998年、TBS）
- 税務調査官・窓際太郎の事件簿 第1作（1998年6月8日、TBS）
- スウィートデビル（1998年、テレビ朝日）
- 世紀末の詩（1998年、日本テレビ）
- 天使のお仕事（1998年、フジテレビ）
- ボーダー 犯罪心理捜査ファイル（1999年、読売テレビ）

### オリジナルビデオ作品
- 美しき暗殺者 桐璃（2013年）- 主演

### 写真集
- Caution（1996年、ぶんか社）
- Eimi（1998年、近代映画社）

| スタブアイコン | サブスタブ | この項目は、まだ閲覧者の調べものの参照としては役立たない、アイドル（グラビアアイドル・ライブアイドル・ネットアイドル・レースクイーン・コスプレイヤーなどを含む）に関連した書きかけの項目です。この項目を加筆・訂正などしてくださる協力者を求めています（P:アイドル/PJ:芸能人）。 |